# 427 Galene
427 Galene eller 1897 DJ är en asteroid i huvudbältet, som upptäcktes 27 augusti 1897 av den franske astronomen Auguste Charlois. Den är uppkallad efter Nereider i den grekiska mytologin.
Asteroiden har en diameter på ungefär 32 kilometer.